# الحردانة (حلب)
الحردانة  قرية سوريّة تتبع إداريّاً لمحافظة حلب منطقة أعزاز ناحية أخترين، بلغ تعداد سكانها 546 نسمة حسب التعداد السكاني لعام 2004.